# マックス (機械メーカー)

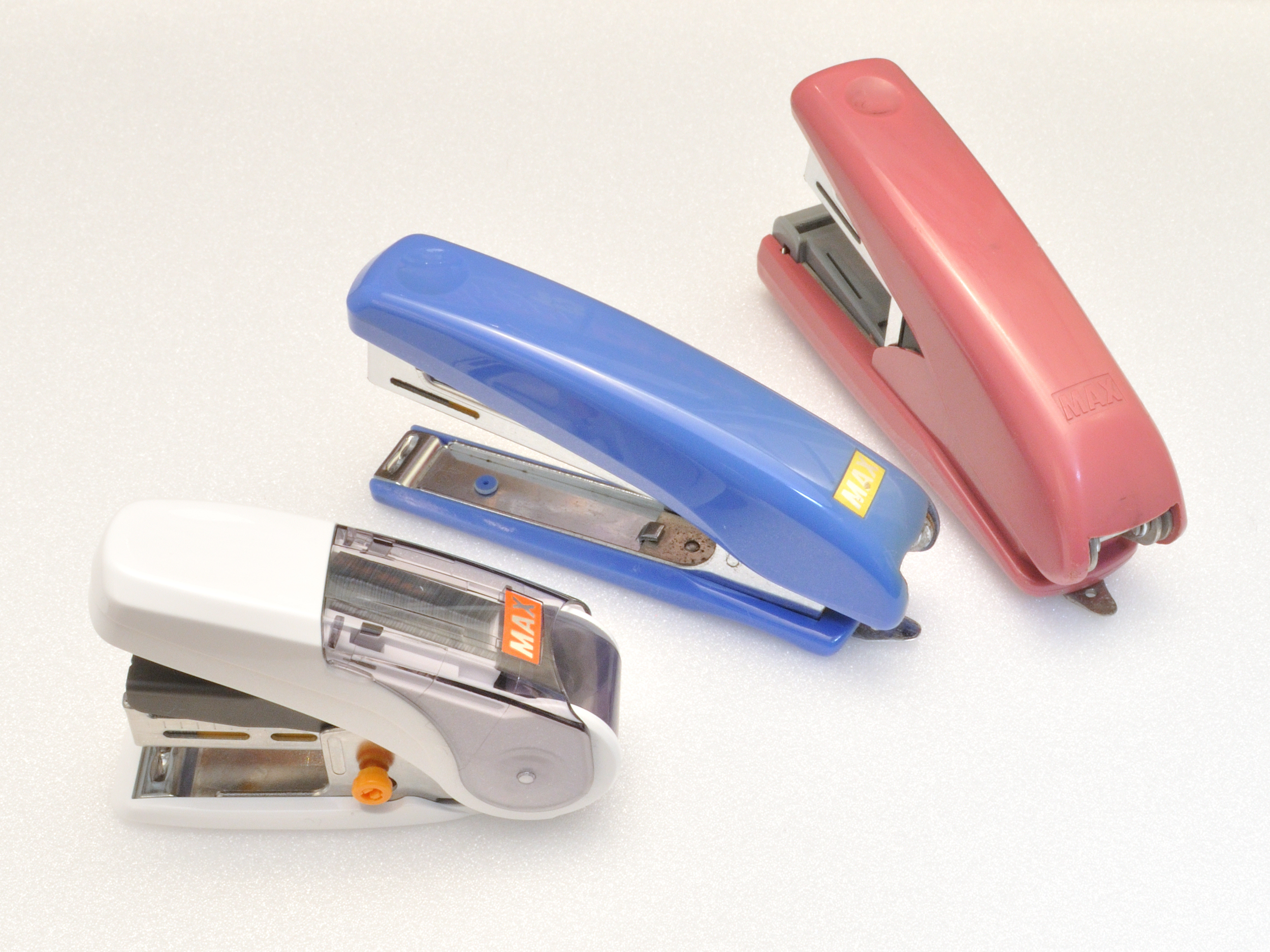
マックスのステープラー

マックス株式会社（英: MAX CO.,LTD.）は、東京都中央区日本橋箱崎町に本社を置く機械メーカー。
ステープラーで知られ、ステープラーと釘打機の国内最大手である。なお、これら以外にも国内トップシェア商品がある。事業は幅広く、上記に挙げたステープラーの他、パンチ、タイムレコーダー、ラベルプリンタ、エアドライバなどの電動工具、床暖房装置や浴室暖房などの住環境機器などを製作している。

## 社名の由来
1954年に技術・品質の違いを明確に表すために、「マキシマムの技術、クライマックスの製品」ということより、商標をマックスに変更する。1964年に社名も、マックス株式会社とした。

## 沿革
- 1942年11月 - 山田勝太郎が群馬県高崎市に航空機のウィングを製造する、山田航空工業を設立。
- 1945年9月 - 山田興業と改称し、事務機器を製造するメーカーに鞍替えする。
- 1952年 - 国産初のホッチキスを発売。以来、国内トップメーカーとして君臨し、世界中で3億台を売り上げるヒットとなる。
- 1955年9月 - 社名をマックス工業と改称。MAXIMUMとCLIMAXから。
- 1963年 - 米国ボステッチ社と資本・技術・販売提携（のち1965年にテキストロン社傘下となる）。消耗品専用工場として藤岡工場を新設・稼動。
- 1964年11月 - マックス工業とマックス製販が合併、社名をマックス株式会社と改称。製造から販売まで一貫させる。
- 1967年6月 - 東京都台東区上野に本社を移転。
- 1970年3月 - 東京証券取引所2部に上場。
- 1971年3月 - 大阪証券取引所、名古屋証券取引所各2部に上場。
- 1975年3月 - 東証・大証・名証各1部に指定替え。
- 1981年5月 - 東京都中央区日本橋箱崎町に本社を移転。
- 2000年8月 - 浴室換気乾燥暖房機メーカーであるシンワハイテクグループ2社を買収し、住環境機器事業に進出。
- 2003年1月 - 名証上場廃止。
- 2008年7月 - 大証上場廃止。
- 2012年7月 - 介護用自転車「クークルS」を発売し、介護事業に進出。
- 2013年1月 - 車椅子国内シェアトップの株式会社カワムラサイクルを買収。
- 2014年 - 表示作成機「ビーポップ」欧州代理店のLighthouse(UK)Holdco Ltd.の全株式取得。
- 2017年 - 国内販売子会社を統合し、マックス販売株式会社と改称。
- 2018年 - タイに鉄筋結束機消耗品「タイワイヤ」の生産工場を新設・稼動。

## 主な拠点

### 国内
- 本社 - 東京都中央区日本橋箱崎町6-6
  - 経理関係の機能がある。
- 玉村工場 - 群馬県佐波郡玉村町川井1848
  - 釘打機やコンクリートドリル、コンプレッサ等の機工品やオフィス機器を生産。開発部門等のほとんどの機能が玉村工場に集中している。
- 藤岡工場 - 群馬県藤岡市森字天神33-1
  - 釘打機の釘やステープラー針等の消耗品を生産。
- 吉井工場 - 群馬県高崎市吉井町岩井800-2
  - 住環境機器を生産。
- 高崎事業所 - 群馬県高崎市上大類町412
  - 一部の生産機能と営業事務所、アフター部門がある。

### 主な関係会社
- マックス常磐株式会社 - 茨城県北茨城市関本町富士ヶ丘425
  - 各種コイルネイル（釘）やネジを生産。
- マックス高崎株式会社
  - 吉井工場 - 群馬県高崎市吉井町岩井800-2
    - 住環境機器を生産。

  - 倉賀野工場 - 群馬県高崎市倉賀野2644
    - マックスのステープラーやガンタッカ（ホビーステープラー）を生産。
- マックス物流倉庫株式会社 - 吉井工場内
  - 製品の保管や管理業務、物流業務が中心。
- マックスエンジニアリングサービス株式会社 - 高崎事業所内他
  - マックスのアフターサービス業務。
- 株式会社カワムラサイクル
  - 車いす製造販売。

### 海外
- 美克司電子機械有限公司 - 中国
  - オートステープラ、電子事務機器の生産。

## 主な商品

### オフィス機器
- ステープラー
- 製本機
- スタンプ台
- 朱肉
- ハンディクリップ
- パンチ
- 紙ぞろえパンチャー
- ナンバリング
- タイムレコーダ
- チェックライタ
- カッティングマシン
- プリンティングマシン
- ラベルプリンタ
- カード/名刺プリンタ
- チューブマーカー
- レタリングマシン
- レーザ距離計
- 筆文字関連商品
  - 賞状/のし紙作成ソフト
  - 筆耕システム
  - のし紙作成マシン
- 製図機器

### 機工品

#### 建築ツール
- 常圧釘打機
- 常圧ねじ打機
- 常圧連結ねじ締機
- 常圧エアツール
  - エアインパクトドライバ
  - エアラチェットレンチ
  - エアインパクトレンチ
  - エアコーキングガン
  - エアカートリッジガン
  - ネイルパンチ
- 高圧釘打機
- 高圧接続ねじ打機
- 高圧エアツール
  - エアインパクトドライバ
  - エアダスタ
- エアコンプレッサ
- エアタンク
- ガンタッカ/ホビー関連機器
  - 電動タッカ
  - バッテリタッカ
  - ガンタッカ
  - ホビーホッチキス
  - ミニタッカ
  - 仮釘タッカ
  - ハンマタッカ
- レーザ関連商品
  - レーザ墨出器
  - レーザ受光器
  - レーザ距離計
- 充填剤
- 建築用接着剤
- その他機械
  - バラ釘連結機
- システム釘打機

#### コンクリートツール
- コンクリートツール
  - 交流式ハンマドリル
  - 交流式振動ドリル
  - 充電式ハンマドリル
  - 充電式振動ドリルドライバ
  - 静音乾式ドリル
  - ダイヤモンドホイール
  - コアドリル
  - ドリルビット
  - その他周辺機器
- ガス内燃式ピン打機
- 鉄筋結束機

#### 結束機器
- 農業関連結束機器
  - 園芸資材
  - 野菜結束機
  - その他結束機器
- 食品関連結束機器
  - 小分け包装

### 住環境機器
- 24時間換気システム
- 24時間換気機能付浴室暖房・換気・乾燥機
- 浴室暖房・換気・乾燥機
- ミスト機能付浴室暖房・換気・乾燥機
- 天井ビルトイン型空気清浄機
- 床暖房
- 火災警報器
- ディスポーザ システム